# Monika Lugmayr
Monika Lugmayr (* 10. Jänner 1940 in Breitstetten) ist eine ehemalige österreichische Politikerin (ÖVP) und Landwirtin. Sie war von 1983 bis 1998 Abgeordnete zum Landtag von Niederösterreich.
Lugmayr besuchte nach der Volks- und Hauptschule eine Hauswirtschaftsschule und übernahm 1969 den landwirtschaftlichen Betrieb ihrer Eltern, wobei sie in der Folge zur Ökonomierätin ernannt wurde. Sie fungierte zudem von 1980 bis 1983 als Landeskammerrätin, engagierte sich als Vizepräsidentin des Niederösterreichischen Hilfswerkes und war zudem von 1985 bis 2000 Landesbäuerin. Des Weiteren vertrat Lugmayr die ÖVP zwischen dem 1. Dezember 1983 und dem 16. April 1998 im Niederösterreichischen Landtag.